# Schloßruine
Schloßruine ist ein Gemeindeteil der Gemeinde Alerheim im Landkreis Donau-Ries (Regierungsbezirk Schwaben, Bayern).
Der Weiler liegt auf freier Flur, gut einen Kilometer südwestlich von Alerheim im Rieskessel auf dem Schlossberg. Eine Verbindungsstraße führt östlich zur Kreisstraße DON 10 nach Alerheim und Möttingen.
Bestimmend für das Ortsbild ist das Schloss Alerheim, eine Burgruine aus dem 12. Jahrhundert, die im 20. Jahrhundert mit neuen Gebäuden ergänzt wurde. Es liegt auf dem Gipfel des Schlossberges, der restliche Ort befindet sich am Osthang bzw. in der angrenzenden Ebene.